# Ґемлиці
Ґемлиці (пол. Giemlice, нім. Gemlitz) — село в Польщі, у гміні Цедри-Великі Ґданського повіту Поморського воєводства.
Населення — 211 осіб (2011).

## Демографія
Демографічна структура станом на 31 березня 2011 року:
|          | Загалом | Допрацездатний вік | Працездатний вік | Постпрацездатний вік |
| -------- | ------- | ------------------ | ---------------- | -------------------- |
| Чоловіки | 113     | 21                 | 86               | 6                    |
| Жінки    | 98      | 20                 | 60               | 18                   |
| Разом    | 211     | 41                 | 146              | 24                   |